# جيفرسون هنت
جيفرسون هنت (بالإنجليزية: Jefferson Hunt)‏ هو سياسي أمريكي، ولد في 20 يناير 1803 في مقاطعة براكين في الولايات المتحدة، وتوفي في 11 مايو 1879 في أوكسفورد في الولايات المتحدة. حزبياً، نشط في حزب اليمين. وقد انتخب عضو جمعية ولاية كاليفورنيا.